# كويك أوفيس
كويك أوفيس (بالإنجليزية: Quickoffice)‏ هو عبارة عن مجموعة إنتاجية مجانية محتكرة للأجهزة المحمولة تتيح عرض المستندات والعروض التقديمية وجداول البيانات وإنشائها وتحريرها. وهو يتألف من كويك وورد (معالج كلمات) و كويك شيت (جدول بيانات) و كويك بوينت (برنامج عرض تقديمي) و كويك بي دي إف (عارض صيغة المستندات المنقولة). تتوافق البرامج مع تنسيقات ملفات مايكروسوفت أوفيس، ولكنها ليست متوافقة مع تنسيق ملف أوبن ديكيومنت.
تم استخدام كويك أوفيس بشكل شائع على الهواتف الذكية والأجهزة اللوحية. كانت مجموعة التحرير الرئيسية للمكتب على نظام التشغيل سيمبيان حيث ظهرت لأول مرة في عام 2005 وتم تحديثها آخر مرة في عام 2011، وتم تحميلها مسبقًا على جميع الأجهزة. تم إصداره لنظام أندرويد في عام 2010. كان هناك مشروع لنقل كويك أوفيس إلى أجهزة كروم بوك في فبراير 2013، وتم إصدار المنفذ كملحق كروم باسم "محرر أوفيس دوكس و شيتس و سلايدز."